# Alex Kiwomya
Andrew Alexander "Alex" Kiwomya (* 20. května 1996, Sheffield) je anglický profesionální fotbalový záložník, který hraje za Fleetwood Town, kde hostuje z Chelsea. Jeho otcem je bývalý anglický fotbalista Andy Kiwomya.

## Klubová kariéra

### Chelsea
Do londýnské Chelsea odešel v roce 2010.

### Barnsley (hostování)
V lednu 2015 odešel na jednoměsíční hostování do Barnsley. Debutoval 10. ledna 2015 proti Yeovil Town (výhra 2:0, 77 minut).

3. února bylo jeho hostování prodlouženo do 3. března. Chelsea ho ale z hostování odvolala už 18. února.

### Fleetwood Town (hostování)
V lednu 2016 se připojil na hostování do Fleetwood Town. 21. února 2016 se vrátil do Chelsea.

## Reprezentační kariéra
Alex reprezentoval Anglii ve výběrech do 16, 17 a 18 let. Momentálně hraje za anglickou fotbalovou reprezentaci do 19 let.